# Enver Gjerqeku
Enver Gjerqeku (ur. 25 sierpnia 1928 w Djakowicy, zm. 24 października 2008 w Prisztinie) – jugosłowiański i kosowski poeta oraz pedagog. Był także historykiem literatury, pracował jako profesor Wydziału Filologicznego Uniwersytetu w Prisztinie oraz jako redaktor czasopisma literackiego Jeta e re.

## Wybrane prace[2]
- Tragovi života/Gjurmat e jetës (1957)
- Panorama suvremene albanske književnosti u Jugoslaviji/Panorama e letërsisë bashkohorë shqipe në Jugosllavi (1964)
- Probuđeni zvuci/Tinguj të zgjuem (1968)
- Neumorna rijeka/Lumi i palodhur (1976)